# SURF2
SURF2 (англ. Surfeit 2) – білок, який кодується однойменним геном, розташованим у людей на 9-й хромосомі. Довжина поліпептидного ланцюга білка становить 256 амінокислот, а молекулярна маса — 29 648.
| 10         |  | 20         |  | 30         |  | 40         |  | 50         |
| ---------- |  | ---------- |  | ---------- |  | ---------- |  | ---------- |
| MSELPGDVRA |  | FLREHPSLRL |  | QTDARKVRCI |  | LTGHELPCRL |  | PELQVYTRGK |
| KYQRLVRASP |  | AFDYAEFEPH |  | IVPSTKNPHQ |  | LFCKLTLRHI |  | NKCPEHVLRH |
| TQGRRYQRAL |  | CKYEECQKQG |  | VEYVPACLVH |  | RRRRREDQMD |  | GDGPRPREAF |
| WEPTSSDEGG |  | AASDDSMTDL |  | YPPELFTRKD |  | LGSTEDGDGT |  | DDFLTDKEDE |
| KAKPPREKAT |  | DESRRETTVY |  | RGLVQKRGKK |  | QLGSLKKKFK |  | SHHRKPKSFS |
| SCKQPG     |  |            |  |            |  |            |  |            |

A: Аланін

C: Цистеїн

D: Аспарагінова кислота

E: Глутамінова кислота

F: Фенілаланін

G: Гліцин

H: Гістидин

I: Ізолейцин

K: Лізин

L: Лейцин

M: Метіонін

N: Аспарагін

P: Пролін

Q: Глутамін

R: Аргінін

S: Серин

T: Треонін

V: Валін

W: Триптофан

Кодований геном білок за функцією належить до фосфопротеїнів. 